# Migrazione dei poli
La migrazione dei poli, cioè lo spostamento dei poli magnetici, i punti in cui le linee del campo magnetico terrestre cadono perpendicolarmente sulla superficie della crosta terrestre, e la loro dislocazione in punti diversi rispetto ai poli geografici, è causata dal  movimento convettivo (continuo nel tempo) del materiale presente nel Mantello, nel Nucleo e dallo spostamento dell'Asse terrestre nel corso delle ere geologiche.
Dopo essere stato abbastanza stazionario per molti secoli al largo delle coste del Canada, il Polo Nord Magnetico ha cominciato a migrare sempre più velocemente verso Nord nel corso del Novecento (e in particolare dagli anni '90), tanto da superare il Polo Nord Geografico, avvicinarsi alla Russia e arrivando a richiedere la redazione di due cartine geomagnetiche all'anno per il corretto funzionamento di tutti i sistemi di navigazione (presenti negli aerei, nelle navi, etc.) basati sul campo magnetico terrestre stesso. 

Migrazione dei poli dal 1590 al 1990

Andamento del Polo Nord magnetico negli ultimi 430 anni.